# FAN TAN
FAN TAN（ファンタン）は、TEAM NACSの大泉洋と戸次重幸による、音楽ユニット。所属事務所はCREATIVE OFFICE CUE、所属レーベルはザ・ミュージックカウンシル。2人が出演する、北海道テレビ放送（HTB）のバラエティ番組『おにぎりあたためますか』の企画で2004年に結成され、2005年に活動停止した。

## メンバー
| メンバー                     | 生年月日              | 血液型 | 身長   | 出身地                         | 備考                                                    |
| ---------------------------- | --------------------- | ------ | ------ | ------------------------------ | ------------------------------------------------------- |
| 大泉洋 （おおいずみ よう）   | 1973年4月3日（52歳）  | B型    | 178 cm | 北海道江別市                   |                                                         |
| 戸次重幸 （とつぎ しげゆき） | 1973年11月7日（51歳） | O型    | 173 cm | 北海道札幌市西区（現：手稲区） | 2007年12月まで本名の佐藤重幸（さとう しげゆき）で活動。 |

## 概要
大学時代からの親友で、ともに演劇ユニット・TEAM NACSに所属する大泉洋と戸次重幸（当時は佐藤重幸）によって結成された。
結成のきっかけとなったのは、2003年夏に、映画『river』が釜山で行われた釜山国際映画祭に出展され、『river』の出演者であった大泉と佐藤、『river』の監督で2人の所属事務所・CREATIVE OFFICE CUEの社長でもある鈴井貴之が舞台挨拶に立った時、出演者がサイン攻めにあったことから、韓国でもいけると思った大泉が冗談で『おにぎりあたためますか』のカメラ「クリスマスまでにシゲ（佐藤）と2人でハングル語で1つ曲を作りたい」と言ったことである。
この発言を受け、『おにぎりあたためますか』のスタッフは、各方面と調整した結果、ソニー・ミュージックエンタテインメントのザ・ミュージックカウンシルからメジャーデビューすること、The Uncolouredがプロデュースと共演を行うことが決定。そして、アジアデビューという筋書きが決められた。
また、ユニット名は当初、『おにぎりあたためますか』の共演者である佐藤麻美（当時、HTBアナウンサー）が考える予定であったが、「センセーショナルズ」や「イートパワー」などあまりにもセンスがなかったため視聴者に公募した結果、中国語で「おにぎり」を表す「握団」（ファンタン）から「FAN TAN」に決まった。FANが大泉（FAN兄さん）、TANが戸次（TAN兄さん）という設定となった。
2004年6月23日、「FAN TAN feat. The Uncoloured」名義で「起きないあいつ」をリリース。当時、2人は北海道を中心に活動していたが、オリコンチャートでは初登場で全国第7位を記録。北海道エリアでは第1位となった。
また、2004年8月には、「飯団 feat. 無色地帯」として台湾でリリースされ、アジアデビューを達成した。
2004年9月26日、札幌教育会館で「私達、大泉洋と佐藤重幸は、これでFAN TAN 卒業します!」と活動停止を表明。そして、2005年1月19日に、FAN TANのこれまでの活動の軌跡と「起きないあいつ」のアコースティックバージョンを収録したDVD「ありがとうFAN TAN、さようならFAN TAN」をリリースし、FAN TANは活動を停止。
以降、FAN TANとして目立った活動はしていないが、2014年に開催された『CUE DREAM JAM-BOREE 2014』にて10年ぶりの新曲である「出ていったあいつ」を披露している。また、2人は、TEAM NACSとしての活動の他、『おにぎりあたためますか』や『SONGS』（NHK）、ドラマなどで共演している。

## ディスコグラフィー

### CD
| タイトル       | 発売日        | 規格    | 規格品番       | レーベル                   | 備考                                   |
| -------------- | ------------- | ------- | -------------- | -------------------------- | -------------------------------------- |
| 起きないあいつ | 2004年6月23日 | CCCD CD | VVCL-9 VVCL-30 | ザ・ミュージックカウンシル | 「FAN TAN feat. The Uncoloured」名義。 |

### DVD
| タイトル                             | 発売日        | 規格 | 規格品番 | レーベル                   | 備考 |
| ------------------------------------ | ------------- | ---- | -------- | -------------------------- | ---- |
| ありがとうFAN TAN、さようならFAN TAN | 2005年1月19日 | DVD  | VVBL-1   | ザ・ミュージックカウンシル |      |